# Trübensee
Trübensee ist eine Ortschaft und eine Katastralgemeinde der Stadtgemeinde Tulln an der Donau im Bezirk Tulln in Niederösterreich. Die Ortschaft hat 124 Einwohner (Stand 1. Jänner 2024).

## Geografie
Das Dorf liegt an der Au beim linken Ufer der Donau. Durch den Ort führt die Landesstraße L45.

## Geschichte
Im Jahr 1058 ist ein Aufenthalt von König Heinrich IV. und seiner Mutter Agnes in Trübensee belegt.
Laut Adressbuch von Österreich waren im Jahr 1938 in Trübensee ein Gastwirt, ein Landesproduktehändler, ein Schneider, ein Schuster und eine Landwirtin mit Ab-Hof-Verkauf ansässig.